# Melbury Sampford

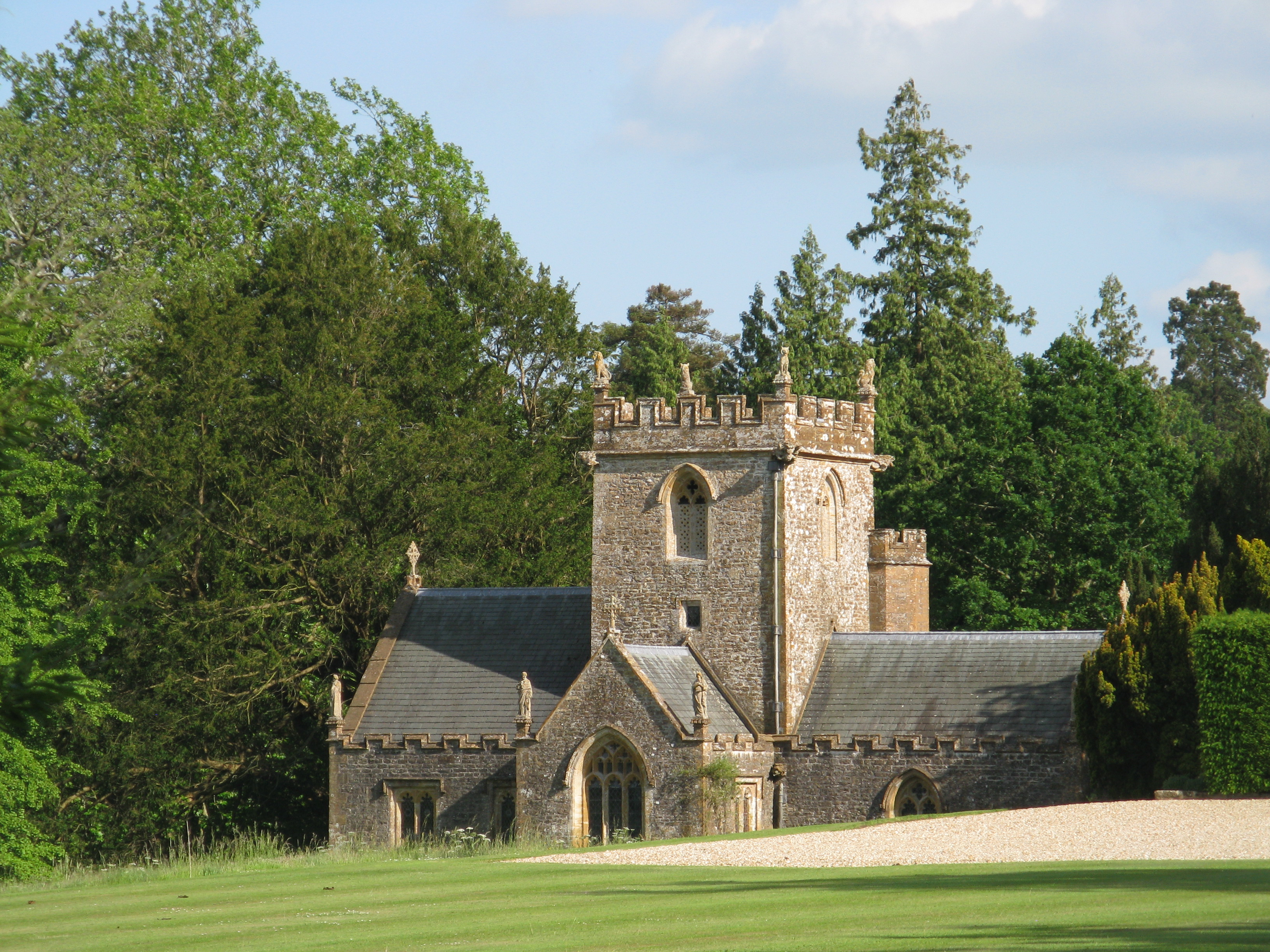
Igreja paroquial de St Mary, em Melbury Sampford, no ano de 2010.

Melbury Sampford é uma vila e paróquia civil a 12 mi (19 km) a noroeste de Dorchester, no distrito de Dorset, condado de Dorset, Inglaterra. Em 2001, a paróquia tinha uma população de 33 pessoas. Faz fronteira com East Chelborough, Evershot, Melbury Bubb, Melbury Osmond e Stockwood.

## Pontos de interesse
Existem 12 edifícios listados em Melbury Sampford e uma igreja dedicada a Santa MAria, que fica ao lado da Melbury House.

## História
O nome "Melbury" pode significar 'fortificação multicolorida', e a parte "Sampford" vem da família Saunford.